# Katnaghbyur, Aragatsotn
Katnaghbyur là một đô thị thuộc tỉnh Aragatsotn, Armenia. Dân số ước tính năm 2011 là 1348 người.